# Triệu bông hồng
Triệu bông hồng (tiếng Nga: Миллион алых роз), hay còn được gọi với các tên như Triệu đóa hồng, Triệu triệu đóa hồng, hay Triệu đóa hoa hồng, hoặc Triệu bông hồng thắm hah Triệu đóa hồng thắm là tên một ca khúc tiếng Latvia được sáng tác bởi Raimonds Pauls với phần lời của Leons Briedis. Ca khúc được biểu diễn tại Mikrofona aptauja năm 1981 bởi Aija Kukule và Līga Kreicberga. Bài hát này là một trong những bài nổi tiếng nhất của Pauls đã được một số nghệ sĩ cover lại, đáng chú ý nhất là Alla Pugacheva người Nga vào năm 1982 với lời bài hát tiếng Nga của nhà thơ Nga Andrey Andreyevich Voznesensky.
Lời nhạc dựa vào một giai thoại trong quyển thứ năm "Бросок на юг" (Về phương nam) thuộc tiểu thuyết "Повесть о жизни" (Tiểu thuyết cuộc đời) của nhà văn K. G. Paustovsky viết năm 1960 về chuyện tình của danh họa người Gruzia Niko Pirosmani (1862 - 1918) với nữ ca sĩ người Pháp Marguerite tại Tiphlis (tên gọi cũ của Tbilisi).
Bài hát có tiết tấu nhanh, sôi động nhưng phảng phất nỗi buồn. Ca sĩ Alla Pugachyova thể hiện bài này rất thành công. Tại Nhật Bản và Hàn Quốc, bài hát này nổi tiếng và phổ biến đến mức được người dân nơi đây đều cho là "biểu tượng của tình ca" và nó có mặt trong tất cả các phòng hát karaoke nơi đây . Ở Việt Nam bài hát cũng rất được ưa chuộng, được nhiều người nghe và hát, và được đặt lời tiếng Việt, người thể hiện thành công nhất cho ca khúc Triệu bông hồng là ca sĩ Cẩm Vân. Theo tác giả Hoàng Anh, báo điện tử Đài tiếng nói Việt Nam, nhạc sĩ Thế Hiển là người đầu tiên đặt lời Việt, phổ biến ca khúc "Triệu đóa hoa hồng" tại Việt Nam. Thế Hiển cho biết, năm 1983 ông đã nhờ một người bạn tìm mua giúp tất cả tư liệu, đĩa hát và văn bản của bài hát để mang về Việt Nam, sau đó nhờ Nghệ sĩ nhân dân Trung Kiên dịch bài hát từ lời Nga sang lời Việt. Ông cũng nhận được một bản dịch khác từ nhạc sĩ Diệp Minh Tuyền. Thế Hiển đánh giá bản dịch nào cũng hay nên đã lấy đoạn 1 là lời của Nghệ sĩ nhân dân Trung Kiên, đoạn sau là lời của nhạc sĩ Diệp Minh Tuyền.

## Nội dung bài hát
Chuyện kể rằng có chàng họa sĩ yêu thầm một cô ca sĩ. Cô gái có một điểm đặc biệt là rất yêu những bông hồng, yêu loài hoa tượng trưng cho tình yêu và hạnh phúc. Để làm đẹp lòng cô, chàng đã bán tất cả những gì mình có, nhà cửa, những bức tranh chàng yêu thích, để đổi lấy một triệu bông hoa hồng mang tặng cô và hy vọng cô ấy sẽ vui lòng...nhưng sau đó cô ca sĩ này biết được người tặng những bông hoa hồng đó là một nhà họa sĩ nghèo nên cô đã không lấy anh ta.